# Diplotaxis scaposa
Diplotaxis scaposa är en korsblommig växtart som beskrevs av Dc. Diplotaxis scaposa ingår i släktet mursenaper, och familjen korsblommiga växter. Inga underarter finns listade i Catalogue of Life.